# Mosquée de Husein Gradaščević
Pour les articles homonymes, voir Husein Gradaščević et Gradaščević.
La mosquée de Husein Gradaščević est située en Bosnie-Herzégovine, sur le territoire de la ville de Gradačac et dans la municipalité de Gradačac. Construite en 1826, elle est inscrite sur la liste des monuments nationaux de Bosnie-Herzégovine.